# In re Winship
In re Winship, 397 U.S. 358 (1970), è una decisione della Corte Suprema degli Stati Uniti con cui, nel 1970, il massimo organo giurisdizionale statunitense ha stabilito che, quando un minorenne è accusato di una condotta che costituirebbe reato se commessa da un maggiorenne, per potersi addivenire ad una sentenza di condanna ogni elemento del fatto deve essere provato oltre ogni ragionevole dubbio.
Questa sentenza, emessa su ricorso della difesa di Samuel Winship, un dodicenne accusato di aver rubato 112 dollari dal portafogli di una donna, è stata il primo gradino per la creazione del principio più generale secondo cui in ogni processo penale (e quindi anche nel processo a carico di maggiorenni) per poter ritenere l'imputato colpevole ogni elemento essenziale del fatto reato deve essere provato al di là di ogni ragionevole dubbio.